# Белая султанка
Белая султанка (лат. Porphyrio albus) — вид вымерших птиц семейства пастушковых.

## Внешний вид
Крупная птица, размерами и телосложением напоминающая султанку. Ноги более короткие и сильные, крылья имели сильные шпоры. Оперение белое, иногда с несколькими синими перьями. Полностью синие птицы, описанные как молодые особи Porphyrio albus, возможно, принадлежали к виду Porphyrio porphyrio, который тоже обитает на этом острове. Вероятнее всего, птица не летала или летала очень плохо.

## Распространение и образ жизни
Обитала на острове Лорд-Хау в Тасмановом море, населяла лесистые заболоченные низменности. Поведение, голос и гнёзда не описаны, хотя птица довольно часто попадалась путешественникам. Блэкберн упоминает, что она подносила пищу к клюву лапой, как попугай, что наблюдается и у обыкновенной султанки..

## Вымирание
Впервые была описана в 1790 году английским врачом Джоном Уайтом в его журнале «Путешествие в Новый Южный Уэльс». В то время птица не считалась редкостью. Вымерла в первой половине XIX века. Причина вымирания — бесконтрольная охота. Почти не способные летать птицы становились лёгкой добычей высаживавшихся на остров китобоев и моряков. Поиски белой султанки в 1840 году не дали результатов.
Сохранилось два экземпляра в музеях Ливерпуля и Вены (первый полностью белый, второй с несколькими синими перьями), а также несколько рисунков. На одном из них изображена синяя птица рядом с белой, что может быть доказательством принадлежности их к одному виду. Причина, по которой сегодня известны только белые экземпляры, может заключаться в предвзятости сбора: необычно окрашенные экземпляры чаще собираются, чем обычно окрашенные.